# انوانسیون

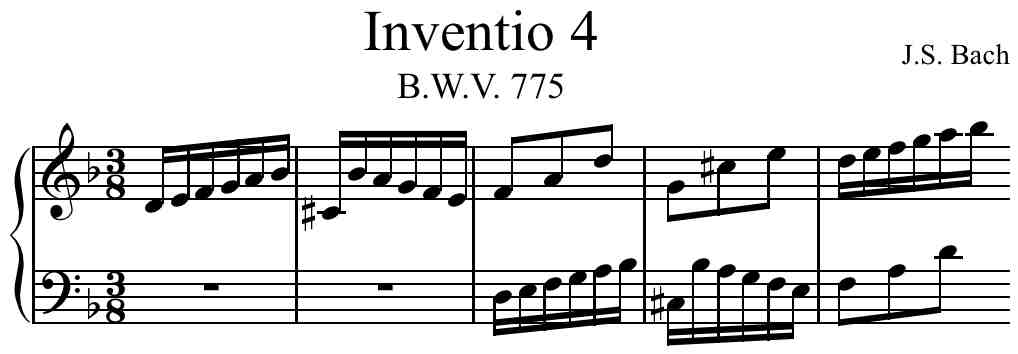
چند میزان از ابتدای انوانسیون شماره ۴ ی.س. باخ در ر مینور (BWV 775).

انوانسیون در موسیقی، ساخته‌ای کوتاه و معمولاً برای یک ساز شستی دار با کنترپوان دوبخشی است. (آثاری که سبکی مشابه انوانسیون دارند ولی از کنترپوان سه‌بخشی سود می‌جویند، به عنوان سینفونیا شناخته می‌شوند. اگرچه برخی از ناشران معاصر برای این که این آثار با سمفونی اشتباه گرفته نشود، به اشتباه آن‌ها را «انوانسیون سه بخشی» می‌خوانند) از آثار شناخته شده در این فرم به ۱۵ انوانسیون ساخته یوهان سباستین باخ اشاره کرد که نیمی از کتاب وی با عنوان انوانسیون‌ها و سینفونیاها را تشکیل می‌دهد. هدف از ساخت انوانسیون، اجرای عمومی آن‌ها نیست؛ در واقع این قطعات به عنوان تمریناتی برای هنرآموزان سازهای شستی دار و تمرینات پرورشی برای دانشجویان آهنگسازی به کار می‌رود.

## فرم
انوانسیون از نظر سبک شبیه فوگ است، اگرچه نسبت به آن بسیار ساده‌تر است. انوانسیون از نظر ساختار شامل سه بخش است: یک اکسپوزیسیون کوتاه، بخش بسط و توسعه که طولانی‌تر از اکسپوزیسیون است و بخش پایانی: ری‌اکسپوزیسیون یا بازگشت به آغاز. فرم سونات نیز دارای همین سه بخش است. چیزی که انوانسیون و فوگ را از یکدیگر متمایز می‌کند، این است که انوانسیون بر خلاف فوگ پاسخی به نت پایه که در کلید دومینانت (درجه پنجم گام اصلی) معرفی شده‌است، ندارد.

### اکسپوزیسیون
در بخش اکسپوزیسیون، موتیفی کوتاه در نت پایه گام توسط یکی از صداها ارائه می‌گردد که به آن سوژه یا تم گفته می‌شود. سپس صدای دوم به تکرار تم در نت پایه گام پرداخته و در این بین صدای آغازین به معرفی کنترسوژه در برابر تم ارائه شده پیشین یا نواختن در کنترپوان آزاد می‌پردازد.

### بسط و توسعه
بسط و توسعه بخش اصلی قطعه را شکل می‌دهد. در این بخش آهنگساز معمولاً با کنترپوانی آزاد به نوشتن پرداخته و سوژه را بال و پر می‌دهد. آهنگساز برای بسط سوژه از واریاسیون‌های ملودیک یا هارمونیک کمک می‌گیرد.
در زیر به چند نمونه از واریاسیون‌های ملودیک اشاره شده‌است:
- مهانش[و ۴] - نواختن سوژه با دیرندی طولانی‌تر
- کهانش[و ۵] - نواختن سوژه با دیرندی کوتاه‌تر
- قرینه آینه‌وار قائم[و ۶] - نواختن یک ملودی به صورت وارونه
- قرینه آینه‌وار افقی[و ۷] - نواختن یک ملودی از آخر به اول

در بخش بسط و توسعه یک فوگ واریاسیون‌ها با وابستگی بیشتری به سوژه نوشته می‌شوند که به آن‌ها اِپیزود می‌گویند، در حالی که انوانسیون فرمی با آزادی بیشتر است. به همین دلیل بسط و توسعه در این دو فرم با هم تفاوت دارد.

### ری‌اکسپوزیسیون
در صورتی که انوانسیون از بخش ری‌اکسپوزیسیون نیز برخوردار باشد، بسیار کوتاه خواهد بود؛ گاهی اوقات تنها چیزی در حد دو تا چهار میزان. آهنگساز در این بخش با تکرار سوژه در صدای بالایی به قطعه پایان می‌بخشد. این تکرار با اندکی واریاسیون (و یا گاهی حتی بدون هیچ واریاسیونی) بر روی تم اصلی انجام می‌شود. اجرای کنترسوژه نیز به عهده صدای پایینی خواهد بود و در صورت نبود کنترسوژه، در کنترپوان آزاد به اجرا می‌پرازد.

## تاریخچه
می‌توان گفت ی.س. باخ از اساتید نادری است که بر روی انوانسیون کار کرده‌است. سرچشمه انوانسیون را می‌توان در بداهه‌نوازی‌های کنترپوانی شکل گرفته در ایتالیا جست، به ویژه در کارهای آهنگساز ایتالیایی فرانچسکو آنتونیو بُن‌پُرتی. باخ با برداشت از آن سبک و ایجاد تغییراتی در آن، فرم انوانسیون را به شکلی که امروزه شناخته شده‌است، درآورد. باخ ۱۵ انوانسیون با هدف آموزش به فرزندش ویلهلم فریدمان باخ نوشت (BWV 772-786). وی بعدتر مجموعه‌ای ۱۵ تایی از انوانسیون‌های سه صدایی (BWV 787-801) نوشت که با نام سینفونیا شناخته می‌شوند.
در قرن بیستم آلبان برگ این فرم را گسترش داده و سری‌هایی از انوانسیون را در اپرایش، وتسک به کار برده‌است.

## واژه‌نامه
1. ↑  exposition
2. ↑  development
3. ↑  Recapitulation or réexposition
4. ↑  Augmentation
5. ↑  Diminution
6. ↑  Inversion
7. ↑  Retrograde
8. ↑  episode
9. ↑  Francesco Antonio Bonporti
10. ↑  Alban Berg
11. ↑  Wozzeck